# Candiolo
Candiolo (piemontiul: Candieul) egy 5635 lakosú község Torino megyében. Olaszországszerte elismert az itt működő rákkutató központ.

## Testvérvárosok
- Santa Cruz, Zöld-foki Köztársaság (2005)
- Pouilly-sous-Charlieu, Franciaország (2007)

## Fordítás
- Ez a szócikk részben vagy egészben  a   Candiolo című olasz Wikipédia-szócikk fordításán alapul.  Az eredeti cikk szerkesztőit annak laptörténete sorolja fel. Ez a jelzés csupán a megfogalmazás eredetét és a szerzői jogokat jelzi, nem szolgál a cikkben szereplő információk forrásmegjelöléseként.